# Marburger Tapetenfabrik
Die Marburger Tapetenfabrik ist ein Hersteller von Tapeten vorwiegend im gehobenen Segment und eine der ältesten Tapetenfabriken in Europa. Das Familienunternehmen wird seit 1979 von Paul Eitel in sechster Generation geleitet, der viele Innovationen in den Markt einführte: die ersten rapportlosen Textil-Tapeten, Schaumvinyl-Tapeten, Vliestapeten, Crush-Tapeten, Veredlungen mit Schiefergranulat, Spezialpigmente und Lichtapplikationen mit organischen Leuchtdioden. Darüber hinaus konnte er die Mitarbeit von namhaften Designern wie Ulf Moritz, Zaha Hadid, Luigi Colani, Karim Rashid gewinnen.

## Geschichte
Johann Bertram Schaefer eröffnete 1845 in Marburg ein Fachgeschäft für Möbel und Innenausstattung und begann 1879, Tapeten zu fertigen. Bis zum Zweiten Weltkrieg war das Unternehmen in Marburg beheimatet. Seit den 1950er Jahren ist der Firmensitz in Kirchhain. Die Tapeten und Wandbeläge werden ausschließlich dort produziert.
Anfang der 1970er Jahre brachte das Unternehmen die „X-Art-Wall“-Serie heraus, die 1972 auf der Documenta 5 gezeigt wurde. Die Ausstellung wurde von Arnold Bode kuratiert und in der Turnhalle der Gerhart-Hauptmann-Schule (heutiges Dock 4) präsentiert. Zeitgenössische Künstler gestalteten dafür Motive, die auf Tapeten übertragen wurden. Zu diesen Künstlern gehörten Allen Jones („Right-Hand-Lady“), Getulio Alviani, Werner Berges („Beauty“) und Niki de Saint Phalle („Nana“). Bereits zuvor arbeitete das Unternehmen mit Künstlern zusammen, wie mit Rupprecht Geiger, der es von 1958 bis 1961 künstlerisch beriet.
Das Unternehmen bietet heute (2025) über 4000 verschiedene Tapeten an und verschickt etwa 60.000 Rollen täglich. Der Schwerpunkt der Kollektionen liegt im mittleren bis gehobenen Preissegment.
Bekannt ist das Unternehmen darüber hinaus für technische Wandbeläge, die niederfrequente elektromagnetische Strahlung abschirmen. Weiterentwickelt wurde dieses Konzept zur abhörsicheren Tapete.
2016 wurden in über 90 Länder Marburg Wallcoverings exportiert. Wichtigste Exportländer sind neben den Ländern der Europäischen Gemeinschaft die USA, Russland und China.
Zum Millenniumswechsel wurde auf Initiative von Geschäftsführer und Maschinenbauingenieur Ullrich Eitel die erste Tapetenkollektion von dem Textildesigner Ulf Moritz präsentiert. Es folgten weitere Künstlereditionen von Luigi Colani (Tapeten mit drei-dimensionalen Deko-Elementen 2007, Tsavo – Thema „Elefant“ 2010, Visions – Themen „Wasser“, „Baumrinde“ 2012, Legend 2017), Werner Berges, Karim Rashid, Zaha Hadid (Art Borders, 2010; Hommage, 2015) und Harald Glööckler.

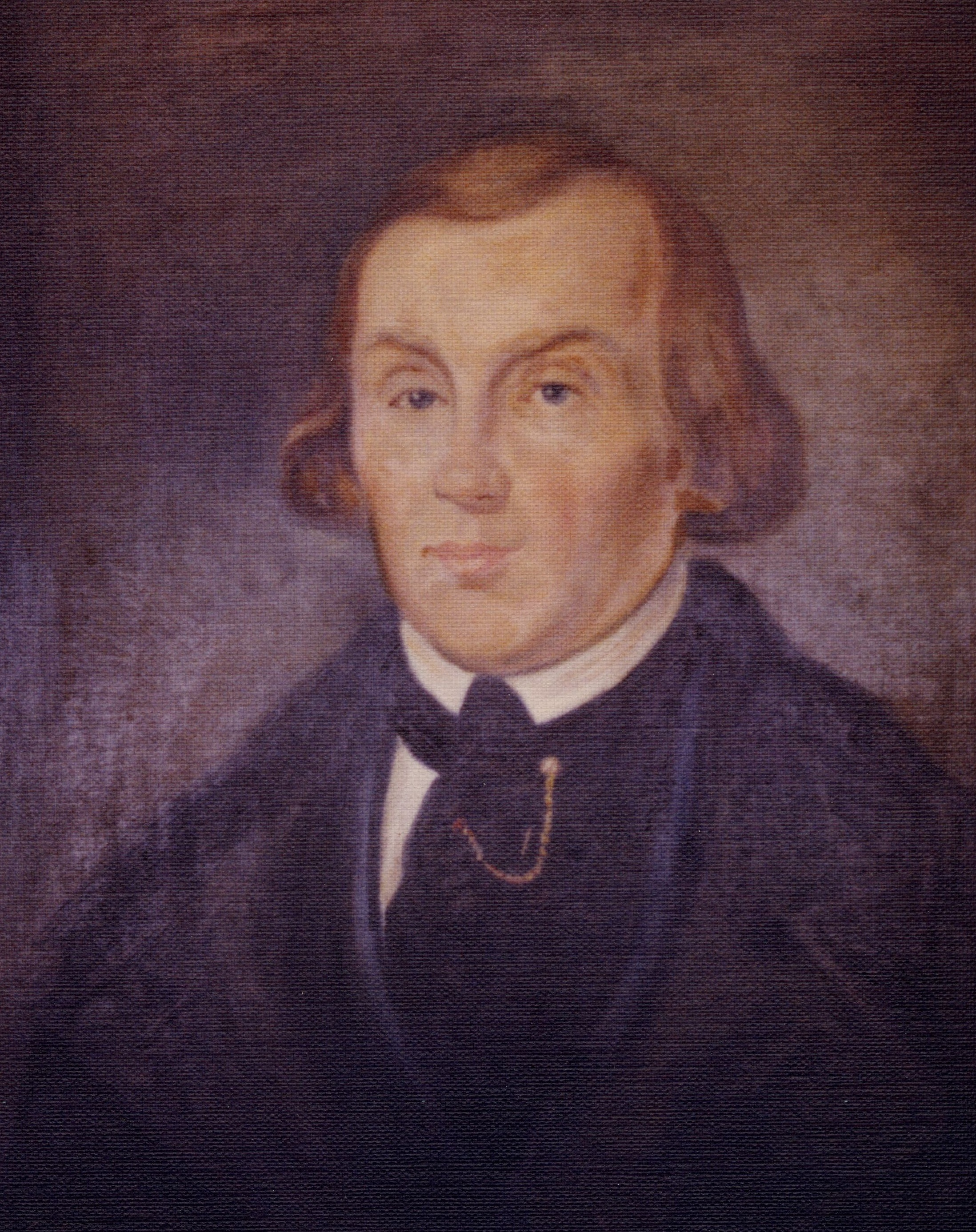
Johann Bertram Schaefer
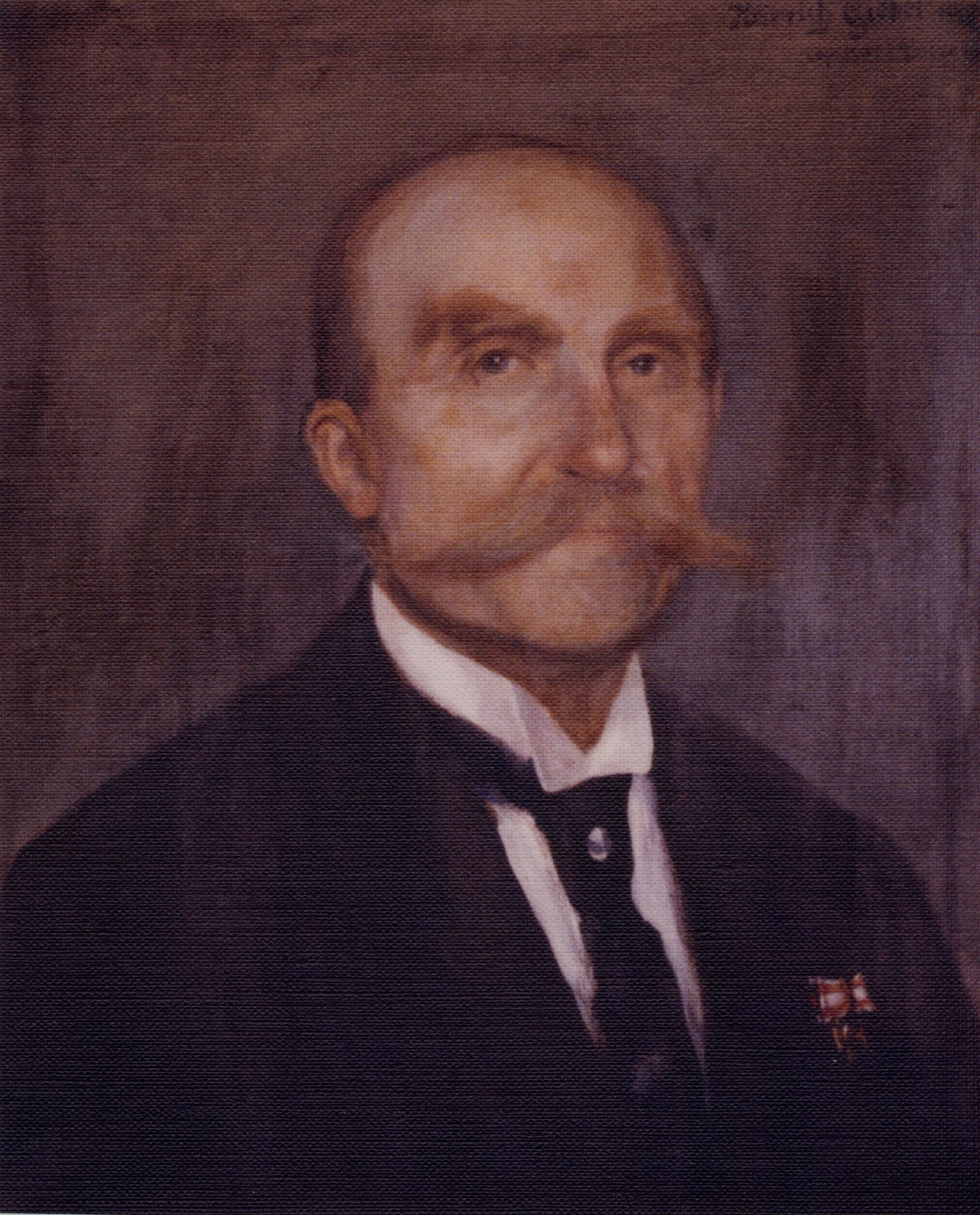
Johann Conrad Schaefer
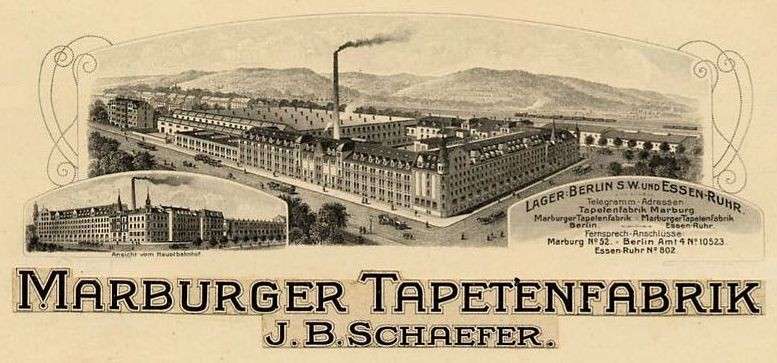
Tapetenfabrik in Marburg vor dem Zweiten Weltkrieg

## Umweltschutz und Nachhaltigkeit
Seit 1991 werden alle Marburg-Tapeten nach RAL-GZ-479 produziert. Die RAL-Kriterien wurden unter Führung der Marburger Tapetenfabrik beim Verband der Deutschen Tapetenindustrie entwickelt.
Eine thermische Nachverbrennung sorgt für saubere, nahezu rückstandsfreie Abgase. Seit 1998 wird in der Marburger Tapetenfabrik mit Abwärme geheizt (Kreislaufwirtschaft). Für die Entsorgung der Abfälle werden externe Spezialfirmen eingesetzt.

## Großbrand am 2. Dezember 2021
Am 2. Dezember 2021 gegen 20:15 Uhr kam es durch eine Explosion bei der Nachverbrennungsanlage zu einem Großbrand in der Schlosserei der Tapetenfabrik, dabei wurden drei Menschen verletzt und ein Großteil des Fabrikgebäudes schwer beschädigt, ein Teil des Gebäudes stürzte ein. Ein Übergreifen auf benachbarte Gebäude konnte verhindert werden. Der Schaden beziffert sich wohl auf mehrere Millionen Euro.

## Innovationen
| 1990 | Patent – Strukturdekor auf Vlies zum Überstreichen, erster Vlieswandbelag                |
| 1993 | SuproNova – Strukturprofil, PVC- und weichmacherfrei (patentiert)                        |
| 1996 | EMV-Abschirmtapete – Untertapete zur Abschirmung elektromagnetischer Felder, TÜV-geprüft |
| 2017 | starLED – Synthese von Tapete und Leuchtdioden                                           |

## Entwürfe von Künstlern und Designern
| 1954     | - Neue Wohnung – erste Kollektion mit grafischen Kleinmustern nach dem Zweiten Weltkrieg (Hans Leistikow) - Neue Form – erste abstrakte Stofftapetenkollektion, Design Elsbeth Kupferoth |
| 1972     | - X-art-walls – Tapetenmultiples berühmter Künstler: Allen Jones, Niki de Saint Phalle, Jean Tinguely, Paul Wunderlich, Werner Berges                                                    |
| 1997     | - Janosch – Kinderzimmerkollektion des bekannten Kinderbuchautors |
| 2000     | - Ulf Moritz 1 – Design-Highlights im Avantgarde-Bereich - Die Tapete mit der Maus – Kinderzimmerkollektion zum TV-Programm »Die Sendung mit der Maus«                                   |
| 2001     | - Felix – Lizenzkollektion zur Kinderbuchserie des Plüschhasen »Felix« |
| 2001 ff. | - Künstlereditionen von R. J. Anuszkiewicz, Ulf Moritz, Karim Rashid, Werner Berges, Luigi Colani, Zaha Hadid                                                                            |
| 2012     | - Harald Glööckler |

## Auszeichnungen (Auswahl)
- 2004 – Hessen Champion (Vereinigung hessischer Unternehmerverbände) für technisch hoch innovative Tapeten (Absorption und Reflexion elektromagnetischer Felder)[16]
- 2005 – Großer Preis des Mittelstandes (Oskar-Patzelt-Stiftung)
- 2006 – Innovationspreis der Architekturzeitschrift AIT für den Wandbelag Roccoco von Ulf Moritz.[17]
- 2006 – Unternehmen des Jahres (Weiterbildung/eurodecor 2007)[18]
- 2007 – Großer Preis des Mittelstandes (Oskar-Patzelt-Stiftung)
- 2007 – Ausbildungssiegel der IHK Kassel.[19]
- 2007 –  Beste Musterkarte [= Musterkatalog] für die Kollektionen von Luigi Colani und Ulf Moritz (Pearl) vom internationalen Tapetenverband I.G.I. in Monaco.[20]
- 2009 – Großer Preis des Mittelstandes (Oskar-Patzelt-Stiftung)
- 2010 – Innovationspreis der Architekturzeitschrift AIT
- 2010 – Nominierung Deutscher Designpreis 2011, Messe Frankfurt am Main / Rat für Formgebung
- 2012 – Ehrenplakette der Oskar-Patzelt-Stiftung
- 2012 – Dritter Platz beim homesolute award 2012, Kategorie Wandgestaltung
- 2014 – Special Mention für Identity vom Rat für Formgebung
- 2014 – Unternehmen des Jahres von eurodecor
- 2014 – Top-Website 2014 von der Zeitschrift Malerblatt[21]
- 2015 – Special Mention für Visions (Luigi Colani) vom Rat für Formgebung
- 2015 – Unternehmen des Jahres von eurodecor
- 2015 – Innovationspreis der Architekturzeitschrift AIT für den Basalt-Wandbelag aus der Kollektion Imagination
- 2016 – Good Design Award für Karim Rashids Globalove
- 2016 – Special Mention für Imagination vom Rat für Formgebung
- 2017 – Unternehmen des Jahres 2016 von eurodecor
- 2017 – Iconic Award für Zaha Hadids Digitaldruck-Kollektion Hommage vom Rat für Formgebung.[22]
- 2018 – Unternehmen des Jahres 2017 von eurodecor

   Quellen der Auszeichnungen: 